# Sofia Nădejde

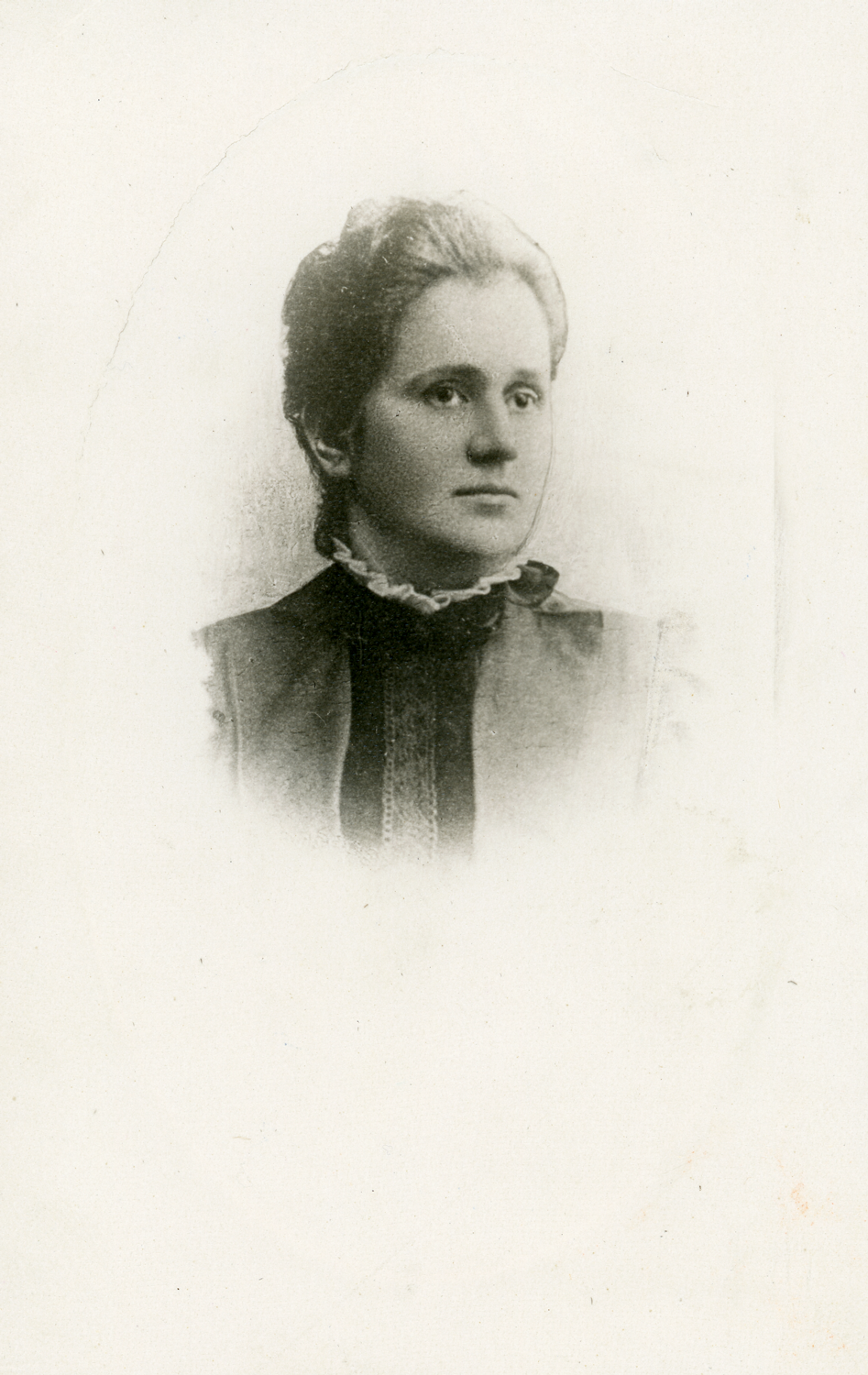
Sofia Nădejde

Sofia Nădejde (ur. 14 września 1856 w Botoszanach – zm. 11 czerwca 1946 w Bukareszcie) – rumuńska powieściopisarka, dramatopisarka, tłumaczka, publicystka, działaczka feministyczna i członkini Socjaldemokratycznej Partii Robotniczej w Rumunii.

## Życiorys
Urodziła się w Botoszanach w rodzinie wolnych chłopów. Była córką Vasila Băncilă Gheorghiu i Puherii-Profiry Neculae. Jej bratem był malarz Octav Băncilă. Uczyła się w szkole żeńskiej w rodzinnym mieście, a maturę zdała w Jassach. Była pierwszą kobietą w Rumunii, której pozwolono zdać egzamin maturalny w szkole dla chłopców.
W 1874 wyszła za publicystę, prawnika i członka rumuńskiej robotniczej partii socjaldemokratycznej (Partidul Social Democrat Român) Ioana Nădejdego, z którym miała sześcioro dzieci. W 1876 Nădejde zamieszkała na stałe w Jassach i zaangażowała się działalność ruchu. Pisarka aktywnie uczestniczyła w tworzeniu programów politycznych organizacji, w których postulowano zrównanie praw obywatelskich kobiet i mężczyzn, dostęp do edukacji bez względu na płeć i równą płacę. W swoim domu para organizowała spotkania dla lokalnych intelektualistów oraz aktywistów społecznych i politycznych. W 1894 małżeństwo przeniosło się do Bukaresztu.
Zadebiutowała w 1879  w czasopiśmie „Femeia Română” [„Kobieta rumuńska”] artykułem „Chestiunea femeilor” [„Kwestia kobieca”], w którym sprzeciwiała się infantylizacji kobiet i żądała zwrócenia im godności osobistej.
W 1893 r. kierowała czasopismem „Evenimentul literar” [„Wydarzenie literackie”].
Jej debiut literacki, opowiadanie „Două mame” [„Dwie matki”], ukazywał się w latach 1884-1886 w socjalistycznym czasopiśmie naukowo-literackim „Contemporanul” („Współczesny”), z którym była związana.
W 1893 wydała zbiór opowiadań „Nuvele”.
W 1897 została przewodniczącą czwartego kongresu PSDR - Rumuńskiej Socjaldemokratycznej Partii Robotniczej.
W 1899 pisarka opuściła ruch socjalistyczny, skupiając się na literaturze, w której jako orędowniczka emancypacji kobiet podejmowała się głównie kwestii feministycznych.
W latach 30 XX wieku sprzeciwiała się reżimom totalitarnym, opowiadając się za demokracją. Została wówczas honorową przewodniczącą Frontul Feminin (Front Kobiecy), założonego przez pisarki i artystki zrzeszenia mającego na celu promowanie praw człowieka.

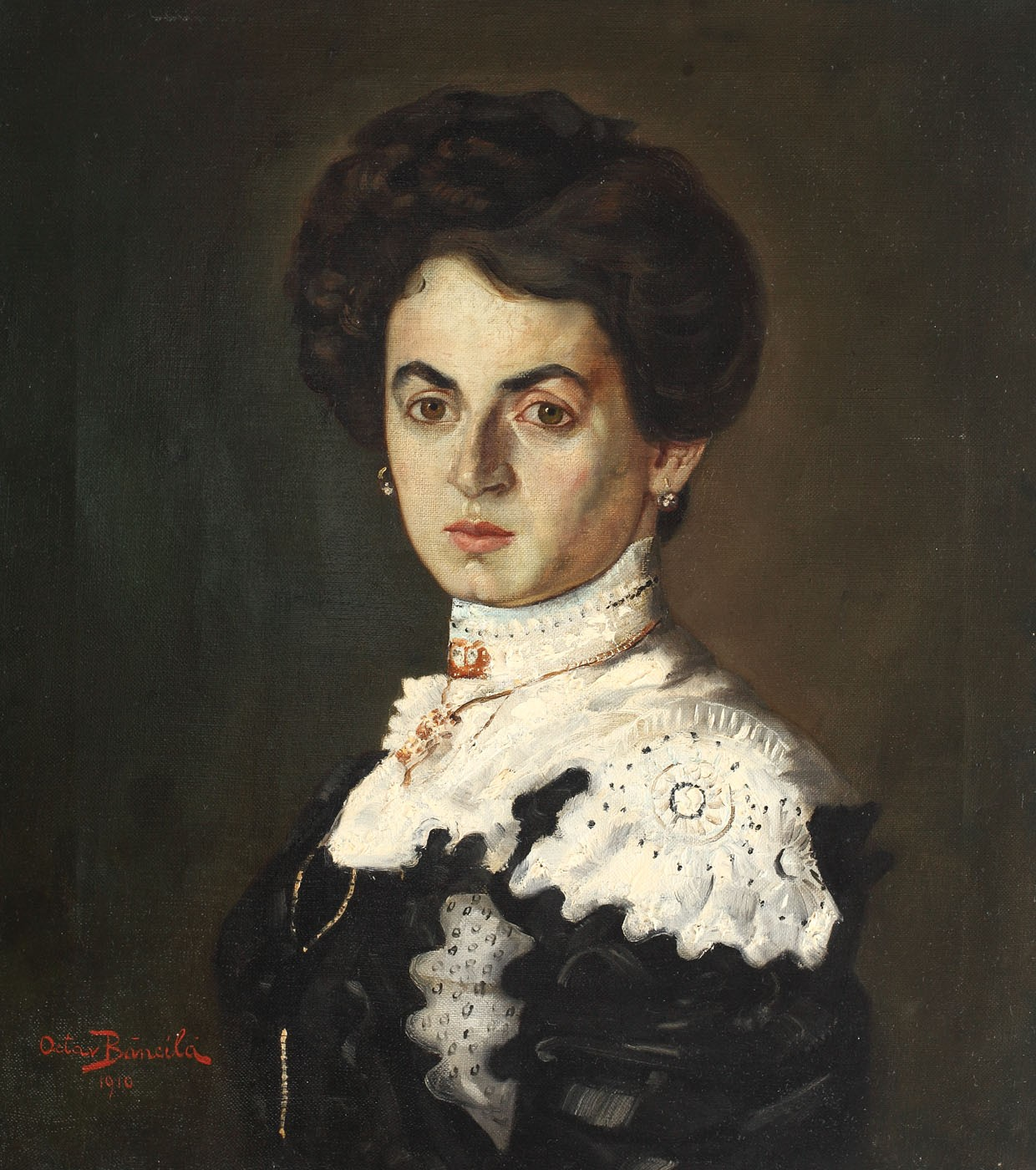
Sofia Nădejde na portrecie autorstwa jej brata Octava Băncilă, 1910

Po śmierci męża w 1928 pisarka zamieszkała z córką w Bukareszcie, w której domu zmarła w 1946.

## Twórczość
Nădejde w swojej publicystyce, a także utworach literackich poruszała problematykę związaną z rodziną, statusem kobiety, edukacją i pracą zawodową kobiet oraz uprzedzeniami z nimi związanymi. 
Wiele jej artykułów publikowano w takich czasopismach jak m.in.  „Besarabia”, „Drepturile omului” [„Prawa Człowieka”], „Muncitorul” [„Robotnik”], „Universul” [„Wszechświat”], „Adevărul” [„Prawda”]. Była także autorką jednej z pierwszych rumuńskich powieści feministycznych Patimi [Pasje], która w 1903 została nagrodzona I nagrodą czasopisma „Universul”.
Pisarka w swoich tekstach odnosiła się do współczesnych jej filozofów i myślicieli jak Karola Darwina, Johna S. Milla, Herberta Spencera czy Karola Marksa.
Nădejde polemizowała z jednym z największych rumuńskich działaczy kulturalno-politycznych i krytyków literackich drugiej połowy XIX w., Titu Maiorescu, który w artykule  "Creerul femeilor" [„Kobiecy mózg”] do gazety „Le Nord” przedstawił opinię na temat konieczności obejmowania przez mężczyzn kurateli nad kobietami w związku z ich mniejszą sprawnością intelektualną spowodowaną domniemaną mniejszą masą mózgu kobiecego. Pisarka na łamach „Contemporanul” podjęła się analizy hipotezy Maiorescu, wykazując błąd naukowy. W następnej kolejności zajęła się wykazaniem prawdziwych przyczyn niższego statusu kobiety w społeczeństwie jak dyskryminacja, brak dostępu do edukacji, a także stereotypy i uprzedzenia w stosunku do kobiet.
Pisarka dokonała tłumaczeń Henryka Sienkiewicza, Iwana Turgieniewa, Charlesa Dickensa, Juliusza Vernego, Karla Maya, Edmonda De Amicisa, a także wielu innych twórców europejskich.

## Wybrana twórczość
- O iubire la țară, dramat (1895)
- Din chinurile vieții, Fiecare la rândul său, opowiadania (1895)
- Fără noroc, dramat (1898)
- Ghica Vodă, domnul Moldovei, dramat (1899)
- Vae victis! Vai de Invinși (1903)
- Patimi, powieść (1903)
- Robia banului, powieść (1906)
- Părinți și copii, powieść (1907)
- Din lume pentru lume - Povestiri din popor, zbiór podań (1909)
- Irinel sau întâmplările unui român în Rusia, Mangiuria și Japonia, powieść

## Upamiętnienie
W 2018 roku ustanowiony Nagrody literackie im. Sofii Nădejde przeznaczone dla kobiet, które corocznie przyznawane są w kategoriach poezja, proza, debiut poetycki, debiut prozatorski. Funkcjonują także nagrody specjalne za innowacyjność i wybitne zasługi dla literatury.